# Giunta Rivoluzionaria di Governo di El Salvador
La Giunta Rivoluzionaria di Governo di El Salvador (in spagnolo: Junta Revolucionaria de Gobierno, JRG) era il nome delle tre consecutive dittature militari che controllarono El Salvador tra il 15 ottobre 1979 e il 2 maggio 1982.
La prima giunta, in carica dal 1979 al 1980, consisteva di due colonnelli, Adolfo Arnoldo Majano Ramos e Jaime Abdul Gutiérrez Avendaño, ed era composta anche da tre civili,  Guillermo Manuel Ungo, Mario Antonio Andino e Román Mayorga Quirós. La seconda giunta, in carica dal gennaio al dicembre 1980, consisteva di Majano Ramos,Gutiérrez Avendaño, José Antonio Morales Ehrlich, Héctor Dada Hirezi e José Ramón Ávalos Navarrete. L'ultima giunta, in carica dal 1980 al 1982, consisteva del colonnello Gutiérrez Avendaño, Morales Ehrlich, Ávalos Navarrete e José Napoleón Duarte che era il presidente della giunta.
La Giunta Rivoluzionaria di Governo si rese responsabile di numerose violazioni dei diritti umani commesse nel paese durante la sua durata.

## Sfondo e Colpo di Stato
Il Partito di Conciliazione Nazionale (PCN) che governò El Salvador dal 1962 al 1979 aveva istituito un effettivo sistema monopartitico. Il PCN aveva supporto diplomatico da parte degli Stati Uniti e la CIA addestrava e riforniva le forze armate salvadoregne. Il partito manteneva il controllo del paese attraverso elezioni fraudolente, intimidazioni politiche e con il supporto del terrorismo di stato contro i civili e i gruppi di sinistra.
Nel marzo 1979, il presidente Carlos Humberto Romero inviò i militari a schiacciare delle proteste e degli attacchi al suo governo per prevenire l'inizio di una rivoluzione in El Salvador, similmente a quanto avvenuto in Nicaragua con l'inizio di una rivoluzione l'anno precedente. L'avvenuta deposizione del presidente nicaraguense Anastasio Somoza Debayle nel settembre 1979 spinse diversi ufficiali dell'esercito salvadoregno a deporre Romero e a sostituirlo con un governo forte in grado di prevenire una rivoluzione. I militari ottennero il supporto statunitense e si organizzarono sotto la guida dei colonnelli Adolfo Arnoldo Majano Ramos e Jaime Abdul Gutiérrez Avendaño.
I militari scatenarono un colpo di stato il 15 ottobre 1979 e forzarono Romero a dimettersi e a recarsi in esilio. Diversi ufficiali di alto grado rimasti fedeli al presidente, come il ministro della difesa nazionale e il direttore della guardia nazionale furono costretti a loro volta alle dimissioni e all'esilio. Il golpe è a volte indicato nelle fonti come l'inizio della Guerra civile di El Salvador.

## Violazioni dei diritti umani
Dal 1979 al 1982, la giunta militare commise numerose violazioni dei diritti umani e crimini di guerra. Numerose squadre della morte e paramilitari formati dai soldati della giunta e dagli ufficiali attaccarono i militanti di sinistra e i civili. Dato che le squadre della morte erano formate dai soldati dell'esercito salvadoregno ed erano sostenute e armate dagli Stati Uniti, gli Stati Uniti in questo modo stavano indirettamente supportando le squadre della morte.
Il più noto battaglione addestrato dagli Stati Uniti era il Battaglione Atlacatl. Il battaglione commise due dei più sanguinosi massacri durante la guerra civile. Il Massacro di El Calabozo e il Massacro di El Mozote. Nel frattempo, il distaccamento n°1 della guardia nazionale salvadoregna e altri paramilitari che erano formalmente parte di Orden commisero il Massacro del Fiume Sumpul sul confine con l'Honduras.